# Lateral marknadsföring
Lateral marknadsföring är ett begrepp som introducerades av Philip Kotler och Fernando Trias de Bes i en bok med samma namn.
Det rör sig om en metodisk process som följer en ordnad sekvens, och som används på en befintlig vara eller tjänst. Genom att lägga till behov, situationer, användningsområden eller målgrupper hittar man marknader som inte annars kan nås utan lämpliga förändringar. Det skapar en innovation som ofta är en ny underkategori, kategori eller marknad. Den konstgjorda blomman är ett exempel på en sådan produkt.